# Felipe Aldana
Felipe Aldana Piazza (Máximo Paz, 1922-Rosario, 1970) fue un poeta y narrador argentino. Su obra poética es una de las más apreciadas dentro de la poesía vanguardista aparecida en Argentina en los años 40, aunque hasta el momento ha tenido muy poca difusión.

## Biografía
Felipe Aldana Piazza nació en 1922 en Máximo Paz, en el sur de la provincia de Santa Fe, en la república de Argentina. Pasó su infancia en Rosario.
Debido a su timidez vivió aislado de la gente tanto por su carácter, como por su exagerada miopía; un aislamiento que aumentaría con el paso de los años por su enfermedad mental.
En los años 40 estaría asociado al Partido Socialista, y junto a Eduardo Juan Eugenio Chort y otros más fundarían en 1943 el primer Teatro de Títeres de Rosario "Retablillo de Don Cristóbal", en una referencia a la obra homónima de Federico García Lorca.
Aunque publicó poemas y cuentos en diversas revistas de su país, en vida sólo puedo publicar (en 1949) un solo libro de poemas: Un Poco De Poesía: Cancionero de Flor y Letra.
Tras habérsele practicado una lobotomía, Aldana escribió profusamente el resto de su obra, la que quedaría prácticamente inédita hasta 1977.
En uno de sus más celebrados poemas se lee: "para decir un solo poema/ uno solo/ hay que estar loco de belleza" (Los Poemas del Gran Río), versos que podrían resumir su visión total de la poesía.
Felipe Aldana fallecería en 1970 en Rosario.
En los años 80 los jóvenes de Rosario (lugar duramente golpeado desde 1977) que protestaban contra la dictadura militar, pintaban en las paredes algunos versos emblemáticos de Aldana, que antes se habían divulgado oralmente y luego en forma impresa.
En su honor se ha organizado la Cátedra Libre Felipe Aldana de la Facultad de Humanidades y Artes en la Universidad Nacional de Rosario; así como el Concurso Felipe Aldana de Poesía organizado por La Secretaría de Cultura y Educación de la Municipalidad de Rosario, a través de la Editorial Municipal de Rosario.

## Valoración Literaria
Según Eduardo D'Anna:

El vanguardismo que florece en Rosario en los '40, con nombres como Facundo Marull, Beatriz Vallejos o Arturo Fruttero, culmina con Aldana. En Un Poco de Poesía de 1949 -su única obra publicada en vida- se observa el cuidado por no aparecer excesivamente rupturista, pero en las composiciones restantes puede comprobarse una asombrosa contemporaneidad. La concepción poética de Aldana viene de los románticos, su propósito decididamente suasorio, su mensaje político. César Vallejo y Vladimir Maiakovski le insuflan lo experimental, la explosividad lingüística. Pero lo materialista de su poética, la elevación de lo cotidiano concreto a metáfora, tienen su sabor personal.
Eduardo D'Anna. Como Una Palabra Que Pudiste Decir. Op. cit.

## Obras Publicadas
- Un Poco De Poesía: Cancionero de Flor y Letra. Rosario: Centro de Estudiantes-Instituto Libre de Humanidades, 1949. 62 p.
- Obra Poética. Presentación y notas por Eduardo D'Anna y Elvio Eduardo Gandolfo. Rosario: Ediciones I.E.N., 1977. 197 p. Contiene: Un Poco de Poesía, Poema Materialista, Presencia del Tiempo y de la Muerte, Los Poemas del Gran Río entre otros libros inéditos hasta esta edición. Incluye iconografía.
- Como Una Palabra Que Pudiste Decir. Colofón de Eduardo D'Anna. Villa María-Córdoba: Ediciones Radamanto-Plaquetas Del Herrero, 1996. 6 h. Contiene 3 poemas de Los Poemas del Gran Río.
- Obra Poética y Otros Textos. Selección, prólogo y notas de Osvaldo Aguirre. Rosario: Editorial Municipal de Rosario, 2001. 274 p. 2a. Edición: 2006. Incluye iconografía y bibliografía sobre el autor.